# Securitas

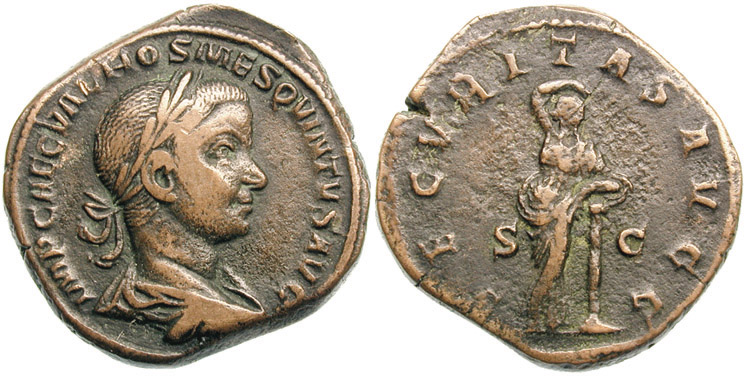
Securitas en un sesterci d'Hostilià.

A la mitologia romana, Securitas era la personificació de la seguretat i l'estabilitat d'una persona i, en un aspecte més ampli, de l'estat romà sencer (Imperi Romà).
Ens han arribat monedes romanes amb representacions seves, una matrona proveïda de llança, banya de l'abundància i una branca d'olivera, generalment recolzada en una columna.
Es correspon amb la deessa grega Soteria o Soteira.